# Święta Rodzina ze św. Anną i małym św. Janem
Święta Rodzina ze św. Anną i małym św. Janem Chrzcicielem – obraz olejny hiszpańskiego malarza pochodzenia greckiego Dominikosa Theotokopulosa, znanego jako El Greco.

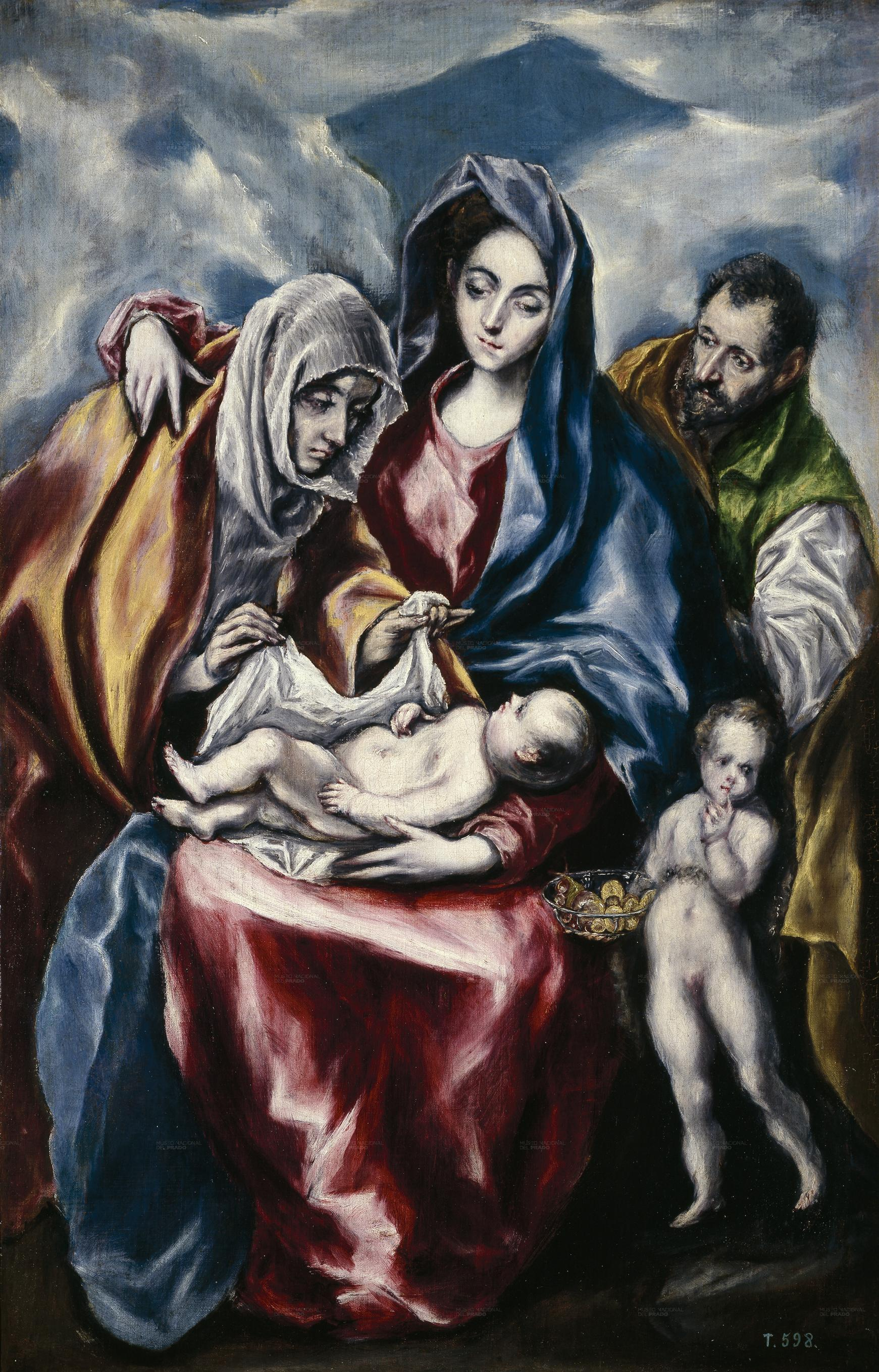
Święta Rodzina ze św. Anną i małym św. Janem
1595
107 × 69 cm, Prado

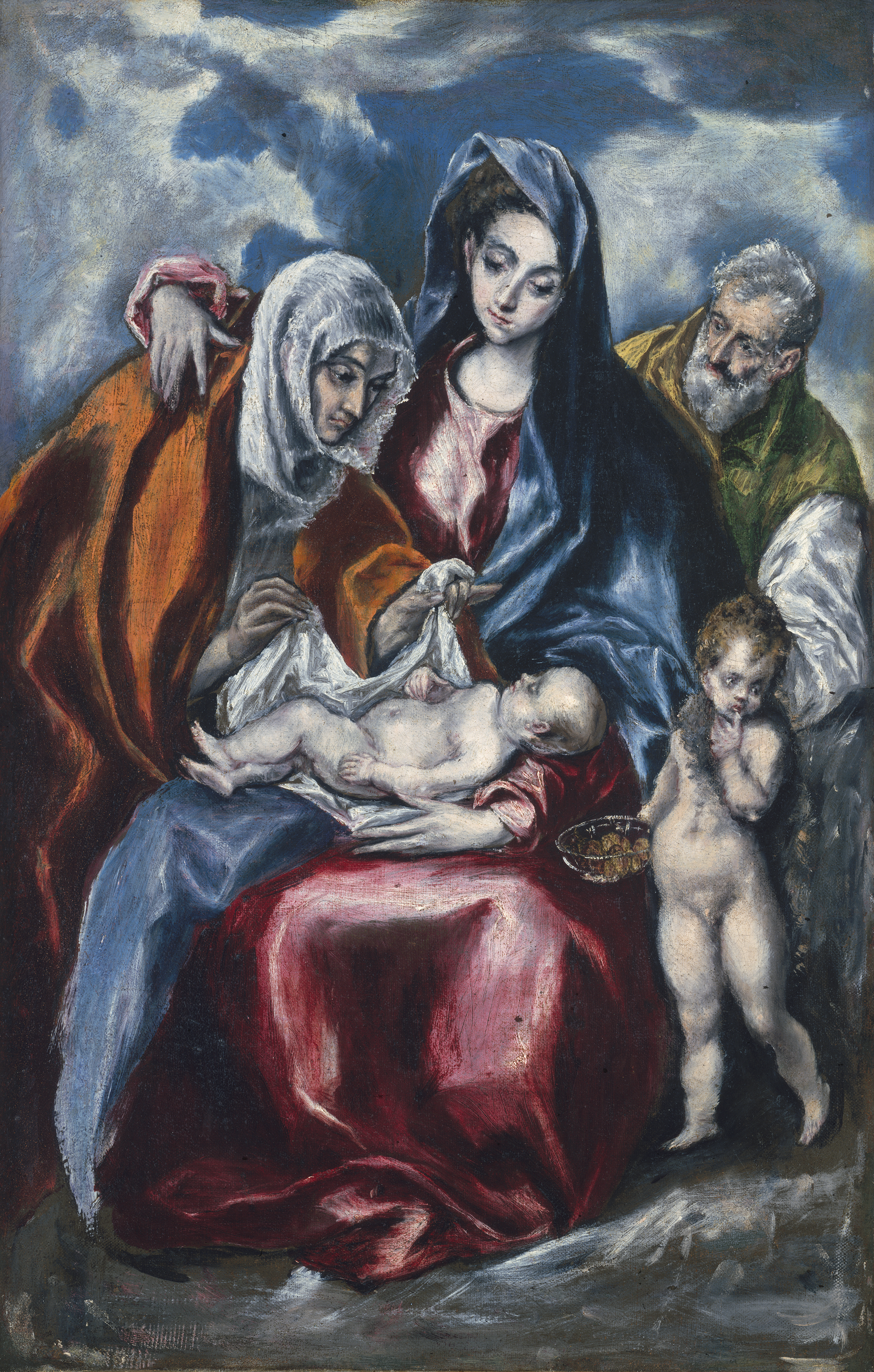
Święta Rodzina ze św. Anną i małym św. Janem
1595-1600
53.2 × 34.4 cm, National Gallery of Art, Washington

Temat związany ze Świętą Rodziną pojawiał się u El Greca wielokrotnie w różnych wersjach pod koniec XVI i na początku XVII wieku. W wersjach ze św. Anną kompozycja jest niezmienna poza postacią Józefa, z którą malarz nieustannie eksperymentował. Kopie pierwotnego obrazu ze Świętą Rodziną malowane były na zamówienie prywatnych donatorów w mniejszych wersjach.

## Analiza obrazów
Wszystkie wersje przedstawiają Marię z Dzieciątkiem Jezus, św. Józefa, św. Annę i Jana Chrzciciela na tle pokrytego gęstymi chmurami nieba. Przedstawiony motyw jest całkowitym wymysłem El Greca; scena taka nie była opisana w Ewangelii. Symbolika sceny opiera się na postaci Jezusa i dotyczy jego śmierci i późniejszego zmartwychwstania. Pogrążone w śnie niemowlę spoczywa na kolanach matki, a układ ciał nawiązuje do tego z włoskiej Piety, gdzie Matka Boża trzyma ciało Chrystusa po ukrzyżowaniu. Wokół Jezusa skupione są prawie wszystkie postacie. Maria ubrana w niebieski płaszcz zakrywający częściowo jej głowę pochylona jest nad dzieckiem. Obok niej Anna również pochyla się nad dzieckiem, które próbuje okryć białym prześcieradłem. Z prawej strony, w nieco mniejszej skali w stosunku do innych postaci, stoi zupełnie nagi Jan Chrzciciel. Jest on nieco oderwany od sceny, spogląda w nieokreślonym kierunku, ale wykonuje gest skierowany do widza, przytyka palec do ust domagając się ciszy. W drugiej ręce trzyma kosz z owocami, być może z jabłkami symbolizującymi grzech pierworodny i nawiązujący tym samym pośrednio do śmierci męczeńskiej Chrystusa.
Różnice pomiędzy wersjami widoczne są głównie w modelunku postaci, w stopniu ich wydłużenia charakterystycznego dla El Greca a przede wszystkim w sposobie przedstawienia Józefa. Pierwsza wersja Świętej Rodziny, obecnie znajdująca się w Museo de Santa Cruz, powstała w latach 1586–1588. Zauważyć można w niej wyraźne elementy malarstwa artysty z okresu kreteńskiego, modelunek światła i naturalizm postaci nasuwa natomiast skojarzenia ze szkołą wenecką Postać Józefa w tej wersji jest niejako oderwana od reszty. Święty jest młodym mężczyzną z ledwo widoczną brodą, ubrany w zielony płaszcz. Jego rysy przypominają artystę z autoportretu z 1604 roku; jego wzrok skierowany jest w stronę widza na wzór wielu włoskich dzieł z donatorami w tle.
W wersji z Muzeum Prado Józef jest już zaangażowany w wydarzenia. Przez ramię Marii przypatruje się małemu Jezusowi. Został namalowany jako postać dojrzała, w kamizelce w kolorze ochry. Był to strój właściwy dla kastylijskiego rzemieślnika z końca XVI wieku, który pasował do kontekstu „filius fabri” (łac. syn cieśli), pojawiającego się w niektórych tekstach epoki dotyczących Jezusa i świętego. Obraz poddany promieniom rentgenowskim ukazał Józefa jako starego mężczyznę, który dopiero w ostatecznej wersji został „odmłodzony”. W najstarszej wersji waszyngtońskiej Józef jest już starym mężczyzną z siwiejącą brodą. Zmiany wizerunku świętego odzwierciedlają debatę w hiszpańskim kościele na temat wieku Józefa w okresie małżeństwa z Marią Dziewicą.

## Proweniencja
Wersja waszyngtońska: Po śmierci El Greca obraz znajdował się w jego pracowni, a następnie odziedziczył go jego syn Jorge Manuel Theotocópuli. następnie obraz znajdował się w kolekcjach: Carlos de Beistegui (Paryż i Wenecja); Michael Dreicer (lata 1868–1921), (Nowy Jork); w latach 1922–1933 znajdiwała się w Metropolitan Museum of Art (Nowy Jork); w 1933 roku obraz powrócił do spadkobierców Dreicera i znajdował się w prywatnych kolekcjach; w 1940 w Paul Drey Gallery (Nowy Jork), a następnie u baronowej Kerchove; 7 grudnia 1949 roku obraz został sprzedany do Samuel H. Kress Foundation. W 1959 roku podarowany NGA.
Wersja z Wadsworth Atheneum: kolekcja Comdr. R.L. Allport (Lee, Anglia); Appleby Bros. (Londyn); Tomás Harris (Londyn); Durlacher Bros. (Nowy Jork); w 1946 roku obraz zakupiony przez Wadsworth Atheneum za kwotę 45,000 dolarów od Sumner Fund.

## Wersje o podobnej kompozycji
- Święta Rodzina ze św. Anną i małym św. Janem – (1595–1600), 53.2 × 34.4 cm, National Gallery of Art, Washington
- Święta Rodzina ze św. Anną i małym św. Janem – 1595, 107 × 69 cm, Prado;
- Święta Rodzina ze św. Anną i małym św. Janem – (1597–1603) (Gudiol), (1580-85) (Wethey), 90 × 80 cm, Wadsworth Atheneum

## Inne wersje
W późniejszych latach El Greco stworzył kilka innych wariantów Świętej Rodziny. Jedna z nich, Święta Rodzina z św. Anną, przedstawia Marię karmiącą małego Jezusa owocami w towarzystwie Anny lub Marii Magdaleny i Józefa. W pierwszym przedstawieniu Świętej Rodziny (Madonna karmiąca) Maria kami niemowlę piersią. Na żadnej z nich nie ma małego Jana Chrzciciela. W Museum Santa Cruze oraz w prywatnej kolekcji w Hartford w stanie Connecticut, znajduje się druga wersja Świętej Rodziny, o identycznej kompozycji, lecz bez postaci św. Józefa. Obraz jest sygnowany: domènikos theotokópoulos krès.